# Spijk (Lingewaal)
Spijk (51° 51′ N, 5° 01′ L) é uma cidade dos Países Baixos, na província de Guéldria. Spijk (Lingewaal) pertence ao município de Lingewaal, e está situada a 3 km, a nordeste de Gorinchem.
Em 2001, a cidade de Spijk tinha 413 habitantes. A área urbana da cidade é de 0.093 km², e tem 158 residências.
A área de Spijk, que também inclui as partes periféricas da cidade, bem como a zona rural circundante, tem uma população estimada em 980 habitantes.